# Säljcoaching
Säljcoaching är coachning inom området försäljning. Coachen hjälper sin klient att sätta upp personliga säljmål, samt stödjer och motiverar i arbetet med att uppnå dem. 